# Cratere Nanichi
Nanichi  è un cratere sulla superficie di Venere.